# Arden Corona
L'Arden Corona è una struttura geologica della superficie di Miranda.